# Gargaropsis filialis
Gargaropsis filialis är en insektsart som beskrevs av Blocker 1975. Gargaropsis filialis ingår i släktet Gargaropsis och familjen dvärgstritar. Inga underarter finns listade i Catalogue of Life.